# Dyssebeia

Dyssebeia (Δυσσέβεια en grec ou Impietas en latin) est la divinité allégorique grecque de l'impiété. Son opposé est Eusébie (la piété).

## Famille
Selon Eschyle, Dyssebeia est la mère de Hybris, la Démesure et, par elle, la grand-mère de Coros, la Satiété.

## Contraire
À Dyssebeia est traditionnellement mise en opposition Eusébie (la piété).
Ainsi, à Socrate qui lui demande ce que font les dieux pour un homme épris d’eusébie (piété) et d’hosiótês (sainteté) Euthyphron répond : « Ce que je puis te dire en général, c’est que la sainteté consiste à se rendre les dieux favorables par ses prières et ses sacrifices, et qu'ainsi elle conserve les familles et les cités ; que l’impiété consiste à faire le contraire, et qu'elle perd et ruine tout,. »

## Mythes
Dyssebeia n'intervient dans aucun mythe connu cependant Sénèque, dans sa tragédie Hercules Furens, la nomme parmi les divinités invoquées par Héra alors qu'elle se déchaîne contre Héraclès :
"Penses-tu que tu as maintenant échappé au Styx [figure métonymique pour les enfers] et aux fantômes cruels ? Ici, je vais te montrer des formes infernales. L'une dans l'obscurité profonde est enterrée, bien en dessous du lieu de bannissement de âmes coupables, j'invoquerai la déesse Discordia [la discorde/Éris], qu'une immense caverne, fermée par une montagne, garde ; je la ferai sortir et je ferai sortir du royaume le plus profond de Dis [Hadès] tout ce que tu peux y trouver encore ; le haineux Scelus [le crime, peut-être Hybris ?] viendra et l'imprudente Impietas [l'impiété / Dyssebeia], taché de sang de sa parenté, Erreur [L'Erreur/ Até] et Fureur [la rage furieuse / Lyssa], armés toujours contre eux-mêmes - Ceci, que ceci soit le ministre de ma colère brûlante !"